# David Phillips
David Owen Phillips (ur. 29 lipca 1963 w Wegbergu) – walijski piłkarz występujący na pozycji pomocnika.

## Kariera klubowa
Phillips zawodową karierę rozpoczynał w 1981 roku w angielskim Plymouth Argyle z Division Three. Spędził tam 3 lata. W 1984 roku przeszedł do Manchesteru City z Division Two. Zadebiutował tam 24 sierpnia 1984 roku w zremisowanym 2:2 pojedynku z Wimbledonem. W 1985 roku awansował z zespołem do Division One. W Manchesterze spędził jeszcze rok.
W 1986 roku Phillips odszedł do Coventry City, także grającego w Division One. W 1987 roku zdobył z nim Puchar Anglii, po pokonaniu w jego finale 3:2 Tottenhamu Hotspur. Natomiast w meczu Tarczy Wspólnoty, Coventry uległo 0:1 Evertonowi. W Coventry Phillips grał przez 3 lata.
W 1989 roku został graczem zespołu Norwich City, również występującego w Division One. Zadebiutował tam 19 sierpnia 1989 roku w wygranym 2:0 spotkaniu z Sheffield Wednesday. W 1992 roku rozpoczął z klubem starty w nowo powstałej lidze Premier League. W Norwich występował jeszcze przez rok.
W 1993 roku Phillips przeszedł do Nottingham Forest z Division One. W 1994 roku awansował z nim do Premier League. W 1995 roku zajął z zespołem 3. miejsce w tych rozgrywkach. W 1997 roku spadł z nim do Division One.
Wówczas odszedł do Huddersfield Town (Division One). Spędził tam 1,5 roku. Następnie grał w Lincoln City, z którym w 1999 roku spadł z Division Two do Division Three oraz w Stevenage Borough, gdzie w 2001 roku zakończył karierę.

## Kariera reprezentacyjna
W reprezentacji Walii Phillips zadebiutował 2 maja 1984 roku w wygranym 1:0 towarzyskim meczu z Anglią. W latach 1984–1996 w drużynie narodowej rozegrał w sumie 62 spotkania i zdobył 2 bramki.